# توماس کرتیس
 توماس کرتیس (انگلیسی: Thomas Curtis؛ ۹ ژانویهٔ ۱۸۷۳ – ۲۳ مهٔ ۱۹۴۴) یک ورزشکار اهل ایالات متحده آمریکا بود.
از فیلم‌ها یا برنامه‌های تلویزیونی که وی در آن نقش داشته است می‌توان به سرزمین شمالی اشاره کرد.